# Vic-le-Fesq
Vic-le-Fesq é uma comuna francesa na região administrativa de Occitânia, no departamento de Gard. Estende-se por uma área de 9,63 km². Em 2010 a comuna tinha 537 habitantes (densidade: 55,8 hab./km²).